# Наблюдатель (воздухоплавание и авиация)

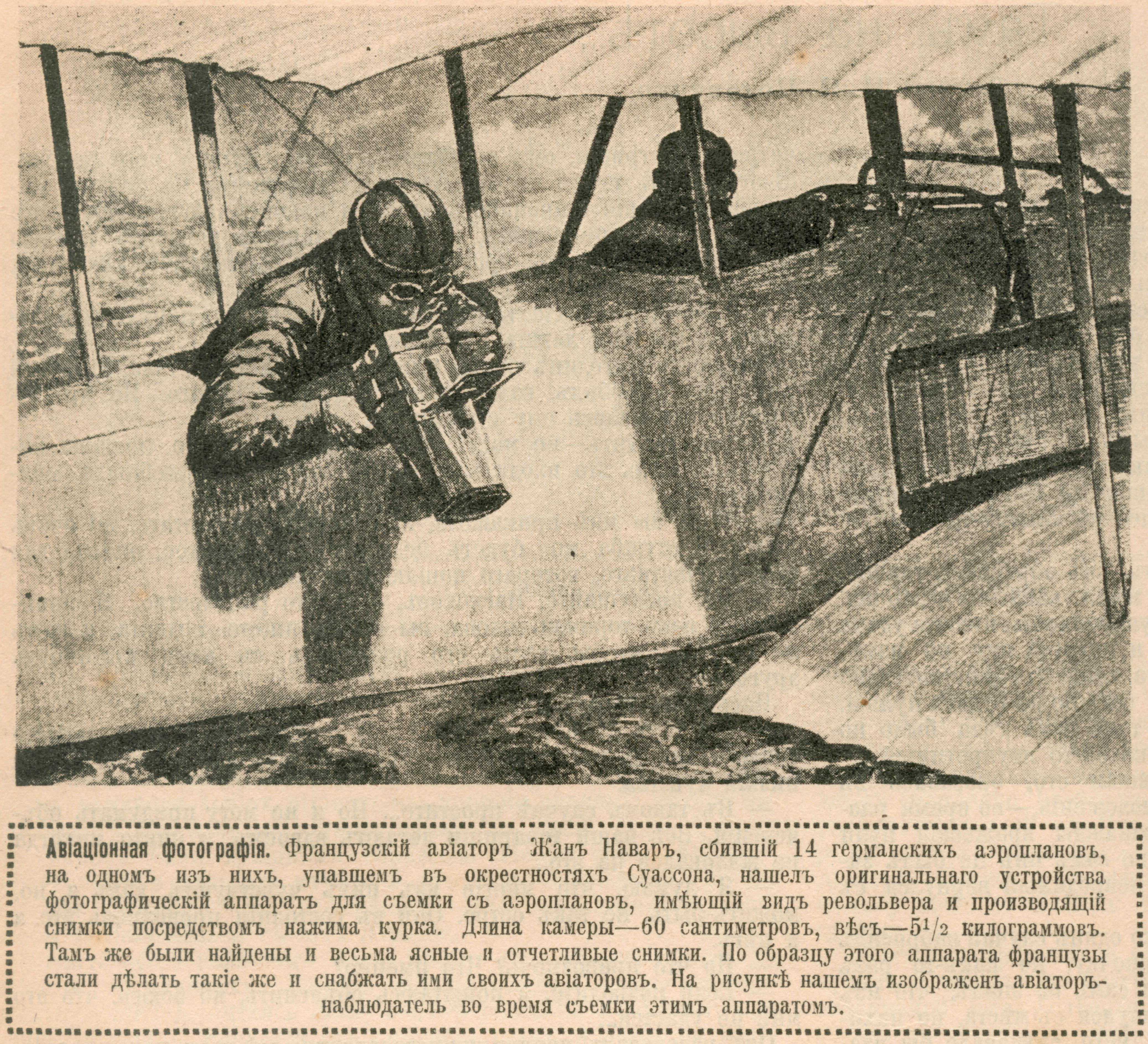
Авиационная фотосъёмка с французского самолёта, 1916 год

Наблюдатель (лётчик-наблюдатель, летнаб) — военный специалист по ведению разведки с воздуха в интересах артиллерии (разведка, корректировка огня) и для воздушной разведки (наблюдения).

## Описание
Наблюдателями считались офицеры и нижние чины, прошедшие кратковременные курсы ведения разведки с аэростатов и аэропланов. В их задачу входило фотографирование или нанесение на карту объектов противника, в то время как пилот осуществлял управление летательным аппаратом (ЛА). В случае нападения вражеских самолётов, наблюдатель был обязан защищать свой аэростат или аэроплан, открывая стрельбу из пулемёта или из личного оружия. Летчик во время воздушного боя всячески ему помогал, стараясь поставить аппарат в такое положение, чтобы наблюдатель мог нанести неприятелю максимальный урон.
Военный летчик-наблюдатель — это звание, которое давалось офицерам и нижним чинам после окончания военной школы летчиков-наблюдателей или за боевые заслуги.
Подготовка наблюдателей осуществлялась в воздухоплавательных школах и парках, а затем, с появлением авиационных школ, лётчиков-наблюдателей стали готовить в Севастопольской военной школе морских лётчиков, Гатчинской авиационных школах и Петроградском аэроклубе. 
В конце 1915 года остро встал вопрос о лётчиках-наблюдателях, знакомых с аэрофотографией, имеющих артиллерийское образование и способных корректировать огонь артиллерии, вести бомбометание и воздушный бой. Решение о сформировании специализированной военной школы лётчиков-наблюдателей (ВШЛН) Военный совет принял 24 декабря 1915 года, а открылась она 3 января 1916 года в Киеве. Школа была рассчитана на обучение 50 офицеров в течение шести месяцев.
В соответствие с «Положение о прикомандировании офицеров генерального штаба к воздухоплавательным частям и школам», объявленного приказом по Военному ведомству № 74, от 7 января 1914 года, установило, что «16) Офицерам, получившим звание летчиков-наблюдателей, предоставляется право ношения особого нагрудного знака», форма и описание которого было утверждено приказом по Военному ведомству № 339, от 6 июня 1914 года. «Нагрудный знак представляет собою бронзовый (вызолоченный) венок из дубовых и лавровых ветвей; на венок наложены накрест два меча, в центре скрещения которых помещены: вертикально поставленная оксидированная зрительная труба и позолоченный щит с короною, с вензелевым изображением Имени Государя Императора, с прикрепленными по бокам щита горизонтально распростёртыми, оксидированными крыльями. Размеры знака: вышина 1 1/2 дюйма, ширина (по крыльям) 1 3/4 дюйма. Знак этот носится на правой стороне груди по правилам, установленным для академических знаков, но ниже таковых».